# Tipula (Lunatipula) degeneri
Tipula (Lunatipula) degeneri is een tweevleugelige uit de familie langpootmuggen (Tipulidae). De soort komt voor in het Nearctisch gebied.